# Кольцевой вид

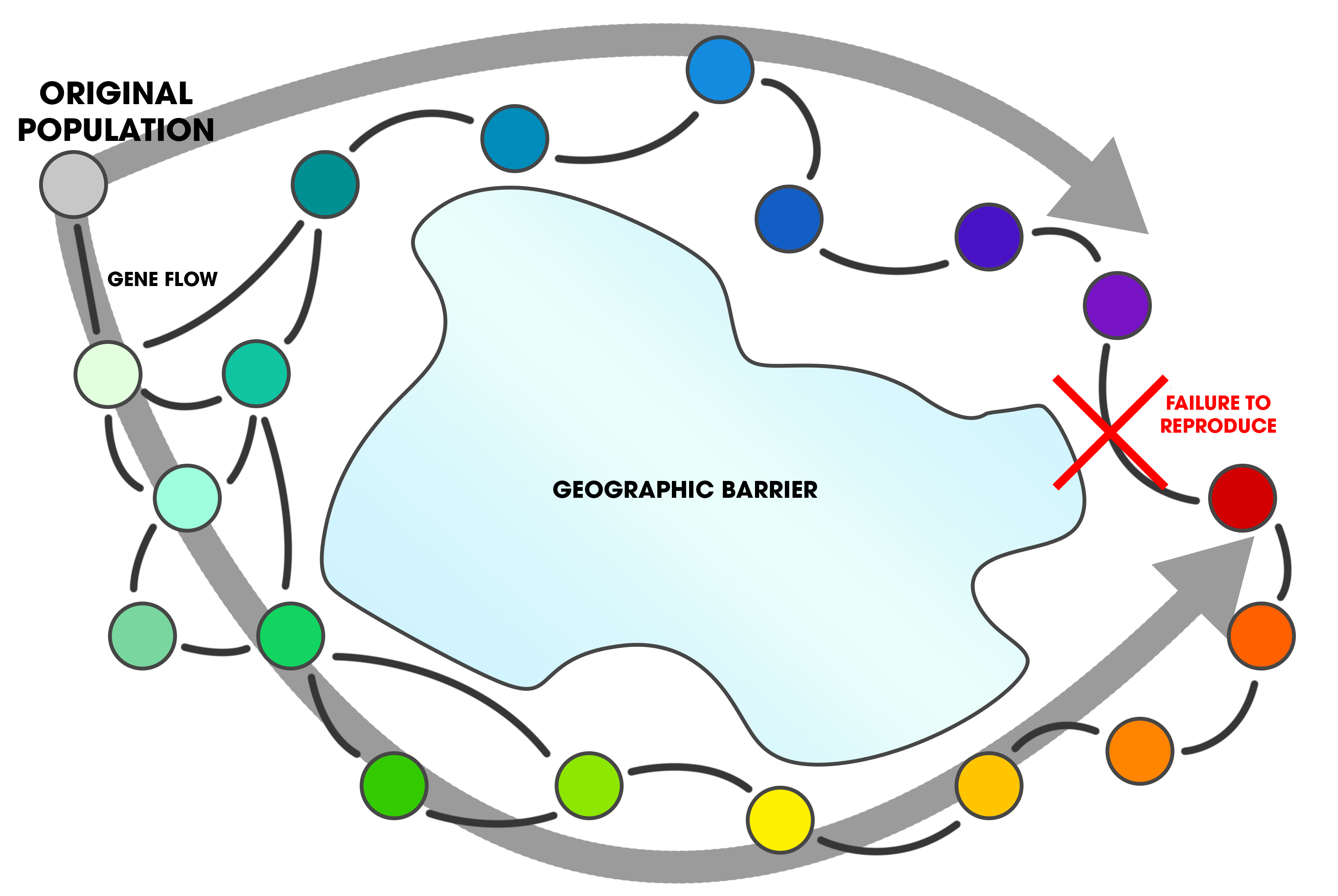
Иллюстрация разделения одной изначальной популяции географическим барьером. После постепенного его преодоления из-за шедшего в разных направлениях дрейфа генов части популяции при последующей встрече могут потерять способность к скрещиванию

Диаграмма, демонстрирующая варианты скрещивания соседних популяций одного вида. В третьем случае распространение форм может образовать кольцо, в результате которого две соседние популяции имеют общее генетическое родство, однако друг с другом не скрещиваются, позиционируя себя как отдельный вид

Кольцево́й вид (от англ. Ring species) — термин, в биологической систематике означающий особый случай видообразования, в результате которого различные формы одного и того же организма в одних случаях скрещиваются между собой, то есть согласно определению являются одним и тем же видом, однако в других нет, то есть позиционируют себя как отдельные виды. Такие примеры, обладающие промежуточными характеристиками между видом и более низкими таксономическими рангами, противоречат классическому представлению о дискретности видов.

## Суть проблемы
Согласно определению, данному одним из основоположников биологической концепции вида американским биологом Эрнстом Майром, биологический вид представляет собой «группу фактически или потенциально скрещивающихся естественных популяций, которая физиологически изолирована от других подобных групп». В целом данное определение справедливо для подавляющего большинства организмов, однако в природе встречаются животные, которые в процессе расселения создавали всё новые и новые формы (или подвиды), которые в зонах интерградации (местах контакта) свободно скрещивались между собой. Расселение происходило в различных направлениях, и в конце концов разные подвиды вновь встречались между собой, однако зону интерградации уже не образовывали, а вели себя как самостоятельные виды. Ниже даны примеры кольцевых видов.

### Большая синица
Большая синица (Parus major), обычно представляемая как пример кольцевого вида, распространена на обширной территории Евразии от Атлантики до Тихого океана, и на всём протяжении ареала образует четыре самостоятельные формы, которые в зонах интеграции свободно скрещиваются между собой. Ранее, по-видимому, птицы обитали только в западной части материка и на восток расселялись по двум направлениям: северному (через лесную зону умеренного пояса) и южному (через тропики Центральной Азии и Индокитай). Пустыни и горы Средней Азии оказались посередине зон расселения — туда птицы не проникали. В конце концов северный подвид синицы Parus major major встретился с южным Parus major minor в районе бассейна Амура, и достаточно долго считалось, что в зоне перекрывания их ареалов гибридизация не обнаружена, то есть они ведут себя как самостоятельные виды. Но сравнительно недавние исследования показали, что между популяциями Parus major и Parus minor в Среднем Приамурье существует неограниченная гибридизация и обмен генами с практически полным сохранением фенотипической стабильности исходных популяций (Федоров В. В., Формозов Н. А., Сурин В. Л., и другие. Генетические последствия гибридизации большой (Parus major) и восточной (P. minor) синиц в Среднем Приамурье // Зоол. журнал. 2006. Т. 85, № 5. с.621 — 628.).

### Зелёная пеночка
Аналогичная ситуация у зелёной пеночки (Phylloscopus trochiloides), которая обитает в лесах Восточной Европы, Северной и Центральной Азии, однако не переносит климата Тибета и пустынь Гоби и Такла-Макан. По-видимому, птицы вначале обитали в Гималаях, но затем начали расселение на восток и запад. В результате расселения было образовано от 9 до 11 подвидов пеночки, большинство из которых свободно скрещиваются между собой в зонах интеграции. Подвиды Phylloscopus trochiloides viridianus и Phylloscopus trochiloides plumbeitarsus, обладающие различными морфологическими характеристиками, встретились между собой в Саянах, где ведут себя по отношению друг к другу как самостоятельные виды.

### Безлёгочная саламандра
Безлёгочная саламандра (Ensatina eschscholtzii) обитает на склонах гор близ тихоокеанского побережья Северной Америки. В зависимости от района обитания вокруг гор саламандры образуют различные формы, постепенно изменяющие свои морфологические и экологические характеристики. Крайние формы Ensatina eschscholtzii eschscholtzii и Ensatina eschscholtzii klauberi, первая из которых имеет красноватую окраску, а вторая чёрно-белую, симпатрически сосуществуют в узкой зоне гор на юге Калифорнии, однако между собой не скрещиваются.

### Другие примеры
Кроме вышеперечисленных примеров, к кольцевым видам часто относят серебристую чайку (Larus argentatus), оленьего хомячка (Peromyscus maniculatus), наземную улитку (Partula olympia) и дрозофилу Drosophila paulistorum.